# Шахрай Олександр Васильович
Олекса́ндр Васи́льович Шахра́й (17 лютого 1984 — 29 січня 2015) — молодший сержант Збройних Сил України, учасник російсько-української війни.

## Життєпис
Мобілізований у березні 2014-го, командир танка, 30-та окрема механізована бригада.
Зник безвісти 29 січня 2015-го після прямого влучення в танк у Вуглегірську — на вулиці Некрасова. Загинув екіпаж танка — молодший сержант Олександр Шахрай (командир танка), старший солдат Микола Хоречко, навідник, й старший солдат Тарас Гарбарчук, механік-водій.
Упізнаний за експертизою ДНК. Похований 7 листопада 2015-го в селі Левків, Житомирський район. Без Олександра лишилися мама, дружина — працює педагогом у Глибочиці.

## Нагороди та вшанування
- Указом Президента України № 282/2015 від 23 травня 2015 року, «за особисту мужність і високий професіоналізм, виявлені у захисті державного суверенітету та територіальної цілісності України, вірність військовій присязі», нагороджений орденом «За мужність» III ступеня (посмертно)[1].
- Вшановується в меморіальному комплексі «Зала пам'яті», в щоденному ранковому церемоніалі 29 січня[2][3].